# Haralds Regža
Haralds Regža (Krāslava, 6 de junio de 1992) es un deportista letón que compite en voleibol, en la modalidad de playa. Ganó una medalla de oro en los Juegos Europeos de Bakú 2015, en el torneo masculino.

## Palmarés internacional
| Juegos Europeos | Juegos Europeos   | Juegos Europeos | Juegos Europeos |
| Año             | Lugar             | Medalla         | Pareja          |
| --------------- | ----------------- | --------------- | --------------- |
| 2015            | Bakú (Azerbaiyán) | Medalla de oro  | Mārtiņš Pļaviņš |